# Ōigawa Kazuhiko
Ōigawa Kazuhiko (大井川 和彦) (sinh ngày 3 tháng 4 năm 1964) là chính khách người Nhật Bản. Hiện tại, ông đang giữ chức vụ làm thống đốc tỉnh Ibaraki kể từ ngày 26 tháng 9 năm 2017.